# Kumyaka
Kumyaka est un village de la province de Bursa en Turquie.

## Histoire
Fondée dans la Bithynie au IIe siècle av. J.-C. sous le nom de Sygée (en grec connu en tant que Συγή ou Συκή, Son étymologie proviendrait du mot grec figue: Σύκι), elle connut un développement important à l'époque de Constantin VII Porphyrogénète.
Après la catastrophe d'Asie Mineure et le départ forcé des Grecs en 1923, la bourgade se vit turquisée.

## Patrimoine
Il s'y trouve une église délabrée, dédiée aux archanges Michel et Gabriel, et construite du temps de Constantin VI, puis partiellement restaurée autour de 1448 et 1819. Après la fuite des Grecs d'Asie Mineure en 1923, elle se trouva inutilisée et fut remise en 1938 à des réfugiés. En septembre 2010, elle a été rachetée par le métropolite de Bursa et exarque de Bithynie.